# 木曽福島郵便局
木曽福島郵便局（きそふくしまゆうびんきょく）は長野県木曽郡木曽町にある郵便局。民営化前の分類では集配特定郵便局であった。

## 概要
住所：〒397-8799 長野県木曽郡木曽町福島6183-11
民営化直前の集配業務再編において、多くの集配特定郵便局は配達センターとなったが、当局は地域郵便輸送の拠点として統括センターとされたため、民営化に際し郵便事業株式会社の支店が併設された。

## 沿革
- 1872年8月4日（明治5年7月1日） - 福島郵便取扱所として開設[1]。
- 1873年（明治6年） - 福島郵便役所となる。
- 1875年（明治8年）1月1日 - 福島郵便局（四等）となる。同年、為替取扱を開始。
- 1878年（明治11年） - 貯金取扱を開始。
- 1889年（明治22年）5月1日 - 福島郵便電信局となる。
- 1903年（明治36年）4月1日 - 通信官署官制の施行に伴い福島郵便局となる。
- 1950年（昭和25年）8月21日 - 木曽福島郵便局に改称[2]。
- 1950年（昭和25年）10月1日 - 特定郵便局から普通郵便局に局種別改定[3]。
- 1950年（昭和25年）11月16日 - 電気通信業務を、新設の木曽福島電報電話局に移管[4]。
- 1956年（昭和31年）11月1日 - 電話通話および和文電報受付事務の取扱を開始。
- 1957年（昭和32年）3月 - 局舎新築落成。
- 1983年（昭和58年）11月21日 - 木曽郡木曽福島町上町から、同町中島に局舎を新築、移転。
- 1998年（平成10年）7月1日 - 普通郵便局から特定郵便局に局種別改定。
- 2007年（平成19年）10月1日 - 民営化に伴い、併設された郵便事業木曽福島支店に一部業務を移管。
- 2012年（平成24年）10月1日 - 日本郵便株式会社発足に伴い、郵便事業木曽福島支店を木曽福島郵便局に統合。
- 2020年（令和2年）3月2日 - 宮越郵便局から集配業務を移管。

## 取扱内容
- 郵便、印紙、ゆうパック、内容証明
- 貯金、為替、振替、振込、国際送金、国債、投資信託
- 生命保険、バイク自賠責保険
- ゆうちょ銀行ATM
- 「397-00xx」「399-61xx」区域（木曽郡木曽町（福島、新開、新開福＝いずれも旧木曽郡木曽福島町域、日義＝旧木曽郡日義村域））の集配業務
- ゆうゆう窓口

## 周辺
- 木曽郡木曽町役場
- 長野県木曽青峰高等学校 丘の上キャンパス
- 木曽川
- 国道19号

## アクセス
- JR中央本線 木曽福島駅から徒歩約8分
- おんたけ交通バス 郵便局前停留所、もしくは木曽福島駅前停留所下車
- 駐車場あり：6台